# Parròquia de la Sagrada Família de Sabadell
La parròquia de la Sagrada Família és una parròquia catòlica de Sabadell situada al passeig Dos de Maig nº 35, al barri de les Termes. Es va crear l'any 1967.